# Antidesma messianianum
Antidesma messianianum är en emblikaväxtart som beskrevs av André Guillaumin. Antidesma messianianum ingår i släktet Antidesma och familjen emblikaväxter. Inga underarter finns listade i Catalogue of Life.